# شوجو ناكاهارا
شوجو ناكاهارا (باليابانية: 中原 彰吾) (19 مايو 1994 في سابورو في اليابان – )؛ هو لاعب كرة قدم ياباني سابق كان يلعب كلاعب وسط.

## وصلات خارجية
- شوجو ناكاهارا على موقع رابطة كرة القدم اليابانية للمحترفين (اليابانية)
- شوجو ناكاهارا على موقع قاعدة بيانات كرة القدم.إي يو (الإنجليزية)
- شوجو ناكاهارا على موقع Soccerway.com (الإنجليزية)
- شوجو ناكاهارا على موقع عالم كرة القدم.نت (الإنجليزية)
- شوجو ناكاهارا على موقع كووورة